# Dongyang, Fujian
Dongyang (kinesiska: 东洋) är en socken i sydöstra Kina. Den ligger i Yongtai härad i provinshuvudstaden Fuzhou i provinsen Fujian, omkring 69 kilometer väster om centrala Fuzhou. Antalet invånare är 5 515. Befolkningen består av 2 434 kvinnor och 3 081 män. Barn under 15 år utgör 15,0 %, vuxna 15-64 år 73 %, och äldre över 65 år 10,0 %.